# Eun Hee-kyung
Eun Hee-kyung, auch Un Hikyong, (* 1959 in Koch'ang, Südkorea) ist eine südkoreanische Schriftstellerin.

## Leben
Eun Hee-kyung wurde 1959 geboren. Sie wuchs in einer wohlhabenden Familie in der Provinz auf und begegnete schon früh der Literatur in Form von Märchen, in deren Welt sie ganz und gar versinken konnte. Im Alter von 13 Jahren zog sie mit ihrer Familie nach Seoul. 1977 begann sie mit ihrem Studium der koreanischen Literatur. Den Vorsatz aus ihrer Kindheit, Schriftstellerin zu werden, gab sie nicht auf. In den 80er Jahren arbeitete sie als Gymnasiallehrerin, als Lektorin diverser Verlage oder als Verlagsberaterin. 1994 ließ sie sich beurlauben, nahm ein Notebook und zog sich zum Schreiben in ein buddhistisches Kloster zurück. Dort entstanden fünf kleine Erzählungen und der Kurzroman Das Duett, mit dem sie einen Literaturpreis gewann und schließlich als Schriftstellerin debütierte. Sie lebt mit ihrer Familie nahe Seoul.

## Werke
- 새의 선물 (Ein Geschenk des Vogels) Seoul: Munhakdongne 1995
- 타인에게 말걸기 (Einen Fremden ansprechen) Seoul: Munhakdongne 1996
- 마지막 춤은 나와 함께 (Letzter Tanz mit mir) Seoul: Munhakdongne 1996
- 행복한 사람은 시계를 보지 않는다 (Wer glücklich ist, schaut nicht auf die Uhr) Seoul: Ch'angbi 1999
- 마이너리그 (Minor League) Seoul: Ch'angbi 2001
- 상속 (Die Erbschaft) Seoul: Munhak-kwa chisŏngsa 2002
- 비밀과 거짓말 (Geheimnis und Lüge) Seoul: Munhakdongne 2005
- 아름다움이 나를 멸시한다 (Das Schöne verschmäht mich) Seoul: Ch'angbi 2007
- 그것은 꿈이었을까 (War das ein Traum?) Seoul: Munhakdongnae 2008
- 소년을 위로해줘 (Tröste den Jungen)Seoul: Munhakdongnae 2010
- 생각의 일요일들 (Sonntagsgedanken) Seoul: Tal 2011
- 태연한 인생 (Ein seelenruhiges Leben) Seoul: Ch'angbi 2012[3]

### Übersetzungen ins Deutsche
- Wer glücklich ist, schaut nicht auf die Uhr. Edition Delta, Stuttgart 2019 (Originaltitel: 행복한 사람은 시계를 보지 않는다, übersetzt von Hyuk-Sook Kim und Manfred Selzer), ISBN 978-3-927648-68-5.
- Das Schöne verschmäht mich; und andere Erzählungen. EOS Verlag, Sankt Ottilien 2012 (Originaltitel: 아름다움이 나를 멸시한다, übersetzt von Hyuk-Sook Kim und Manfred Selzer), ISBN 978-3-8306-7566-2.
- Ein Geschenk des Vogels. Pendragon, Bielefeld 2005, ISBN 3-86532-015-5 (koreanisch: 새의 선물. Übersetzt von Inwon Park, Anja Michaelsen).
- Die Schachteln meiner Frau. Enthalten in: Ein ganz einfaches gepunktetes Kleid, herausgegeben von Heidi Kang und Ahn Sohyun, bei Pendragon, Bielefeld 2004, ISBN 3-934872-57-3.
- Geheimnisse und Lügen. Ostasien Verlag, Gossenberg 2013, ISBN 978-3-940527-69-1.

## Auszeichnungen
- 1996 -Preis für Prosaliteratur des Verlags Munhakdongne
- 1997: Tongsŏ Literaturpreis
- 1998: Yi-Sang-Literaturpreis
- 2000 -Koreanischer Roman-Literaturpreis
- 2002: Hankook-Ilbo-Literaturpreis
- 2006: Yisan-Literaturpreis
- 2007: Tong-in-Literaturpreis